# Иш-Эк
Иш-Эк (исп. Ix Ek') — руины города цивилизации майя в департаменте Петен (Гватемала).

## История
Первые поселения возникли в доклассический период. Собственно город образовалось примерно в конце этого периода. Впрочем, настоящее название этого города неизвестно. Ещё в начале классического периода начало образовываться объединение политий.
В позднеклассической период территория была довольно густо заселена. На VII—VIII века пришлось наибольшее развитие агломерации, включающей в себя комплексы Йалтуту, Тесик, Ла-Пимьента. В то время проживало более 4000 человек.
В ходе археологических исследований на территории комплекса не было обнаружено монументов, это может указывать на недостаточную развитость властных институтов агломерации. По одной из гипотез, на протяжении классического периода Иш-Эк находился под контролем ахавов одного из соседних государств — Иштонтона, Иштуца или Курукуица. Город пришёл в упадок во время коллапса классических майя.

## Описание
Город расположен на расстоянии 4 км от руин Иштуца. Строения были возведены на карстовом нагорье в 5 км к востоку от реки Мопан и 6 км к северо-западу от реки Поште. Площадь составляла около 25 км². В центре городища расположен комплекс Е-группы, стадион для игры в мяч и элитные резиденциальные постройки.
Исследователи выделяют 2 основных этапа в возведении города: ранний (поздний предклассический период и раннеклассический период) и поздний (позднеклассический период и конечный классический период). Строительство и перестройка Е-группы относятся к раннеклассическому периоду. Примерно тем же временем (III—VI веками) датированы мужское захоронение 79 и тайник 27, обнаруженные в западной пирамиде. Жилые группы В и С начали заселяться в период с 100 года до н. э. — по 100 год н. э. Согласно археологическим исследованиям керамических изделий, около 50 % жилых групп существовали в раннеклассический период. В ранний период также были сооружены второстепенные комплексы Е-группы в Йалтуту и Ла-Пимьента.
В конце классического периода был расширен основной жилой комплекс в административном центре — группе D (с 7 до 18 зданий). Комплексы Йалтуту и Ла-Пимьента в тот период были перестроены, тогда же была построена ещё одна Е-группа — Тесик. Эти комплексы, которые выполняли культовые функции, были центром сельских общин численностью от 250 (Йалтуту) до 600 человек (Тесик).